# Charlotte Arnold
Charlotte Arnold (ur. 27 lipca 1989 w Toronto, w prowincji Ontario) – kanadyjska aktorka. Znana przede wszystkim z ról Holly Jeanette Sinclair w serialu Degrassi: Nowe pokolenie i Sadie Hawthorne w serialu Naturalnie, Sadie.

## Kariera
Jej pierwsza rola to Kate O’Neil w filmie Giant Mine. Później, po kilku drobnych rolach, zagrała w filmie Wojna o miłość, za co była nominowana w 2001 do Nagrody Młodych Artystów w kategorii najlepsze wykonanie - aktorki w wieku dziesięciu lat i młodsze. W ciągu następnych kilku lat grała między innymi w filmach: Co się zdarzyło w Harlan, Potęga miłości, Jeden strzał zabija i Nierówna walka.
W 2001 użyczyła swego głosu w serialu Committed.
Od 2007 gra Holly J. Sinclair w Degrassi: Nowe pokolenie.

## Filmografia

### Filmy
- 2009: Degrassi Goes Hollywood jako Holly Jeanette "Holly J." Sinclair
- 2007: They Come Back jako Megan Belleflower
- 2002: Time of the Wolf jako Page McGuire
- 2001: Witamy w naszej dzielnicy jako Sally Christianson
- 2001: Nierówna walka jako Annie Hilburn
- 2000: Jeden strzał zabija jako Callie O’Malley
- 2000: Wojna o miłość jako Kiki Raphael
- 2000: Potęga miłości jako Sarah Berman
- 2000: Co się zdarzyło w Harlan jako Lucinda Kincaid
- 1996: Giant Mine jako Kate O’Neil

### Seriale
- 2007: Degrassi: Nowe pokolenie jako Holly Jeanette "Holly J." Sinclair
- 2005: Naturalnie, Sadie jako Sadie Hawthorne
- 2004: Zixx: Level One jako Sarah Mills (gościnnie)
- 1999: Real Kids, Real Adventures jako Holli (gościnnie)
- 1997: Ziemia: Ostatnie starcie jako mała dziewczynka (gościnnie)
- Express Yourself jako ona sama

### Dubbing
- 2001: Committed jako Zelda Larsen